# Eduardo Basagaña
Eduardo Basagaña es un empresario, mánager y productor argentino, reconocido por su trabajo como promotor de presentaciones de artistas como Karol G, Mon Laferte, La Beriso, Pimpinela, Aitana, Sofía Reyes y Ángela Leiva, y por organizar eventos como el PWR Festival y el Tereré Fest. A través de su plataforma +VIVO, coordinó una presentación en streaming de la agrupación surcoreana de pop 3YE, que se convirtió en el primer concierto online exclusivo para América Latina de un grupo de K-Pop. Con su empresa EB Producciones firmó un acuerdo para el desarrollo internacional de la carrera de la artista multiplatino española Ana Mena.

## Biografía

### Primeros años y estudios
Nacido en Argentina, Basagaña logró una certificación en finanzas en la Pontificia Universidad Católica Argentina, y luego cursó en las universidades de Palermo y de Nueva York una Especialización Internacional en Entretenimiento y Medios. En la Escuela de Negocios de Harvard se certificó en Emprendimiento Tecnológico.

### EB Producciones
Tras realizar labores de voluntariado benéficas en iniciativas como «Levanta la mano, Argentina» y «Abrazo a la Patagonia» con participación de reconocidos artistas como Abel Pintos, en 2013 fundó la empresa de entretenimiento EB Producciones, que actualmente cuenta con sedes en Buenos Aires y Miami, y opera en otros países como Paraguay, Bolivia, Costa Rica y Uruguay. A través de la compañía organizó el PWR Festival en el Luna Park de Buenos Aires en 2019, conformado por un cartel de artistas femeninas como Sofía Reyes, Natalia Jiménez, Ángela Torres, Malu Trevejo, Valen Etchegoyen y Agus Padilla. El evento se realizó el Día Internacional de la Mujer, el 8 de marzo de 2019, y sus utilidades fueron donadas a la ONG Liga Argentina de Lucha Contra el Cáncer.
Otro evento organizado por la compañía es el Tereré Fest, llevado a cabo en la ciudad de Corrientes y en el que han participado artistas como Airbag, Eruca Sativa, Paty Cantú y Silvina Moreno, entre otros. En 2020 coordinó la presentación de la cantante colombiana Karol G en el Antel Arena de Montevideo, que representó la primera arena en solitario para la artista. Otros eventos organizados por Basagaña con EB Producciones son una gira de la cantante española Aitana por Argentina y Uruguay, el tour por el cuadragésimo aniversario del dúo Pimpinela por Estados Unidos, una gira de la cantante Natalia Jiménez por el país norteamericano, los shows del rapero Wos en Costa Rica y Bolivia, y presentaciones de las artistas Ángela Leiva y Francisca Valenzuela en Buenos Aires. Recientemente anunció el desembarco de las operaciones de la empresa en España.

### +VIVO y actualidad
Paralelo a su labor con EB Producciones, en septiembre de 2020 Basagaña creó una plataforma de streaming de audio inmersivo llamada +VIVO, con la que acogió un recital de la banda La Beriso que, según la revista Billboard, es el concierto por streaming con mayor cantidad de entradas virtuales vendidas en la historia de Argentina. El 31 de julio de 2021 coordinó la presentación vía streaming mediante la plataforma de la banda de pop surcoreana 3YE, transmitida exclusivamente para el mercado latinoamericano. Después del show, la presentadora Jini Hwang entrevistó desde Buenos Aires a las artistas, que se encontraban en Seúl. De acuerdo con la revista Forbes, este evento se convirtió en el primer concierto online exclusivo para América Latina de un grupo de K-Pop.
En septiembre del mismo año participó en la conferencia MU:CON por invitación del Gobierno de Corea del Sur. El evento contó con presentaciones de artistas de K-Pop y con charlas de empresarios de la industria musical. A finales de año, Basagaña anunció que a través de +VIVO se encontraba desarrollando un metaverso propio en el que las personas «podrán interactuar social y económicamente como avatares digitales, en un mundo paralelo al real, pero sin limitaciones físicas, económicas o de ningún tipo». Para Billboard, ese proyecto tiene el potencial de convertirse en «el primer metaverso musical de Sudamérica». Presentó el metaverso +VIVO en marzo de 2022 durante el evento tecnológico Virtuality, donde participó como uno de los oradores principales.
En enero de 2024 EB Producciones firmó un acuerdo de exclusividad con Ana Mena, que incluye booking y representación de la artista multiplatino española para su desarrollo internacional.  Mena es la artista femenina española más escuchada del planeta según el diario El Mundo.